# Karumane, Sagar
Karumane là một làng thuộc tehsil Sagar, huyện Shimoga, bang Karnataka, Ấn Độ.